# Homoeocera tolosa
Homoeocera tolosa är en fjärilsart som beskrevs av Druce 1883. Homoeocera tolosa ingår i släktet Homoeocera och familjen björnspinnare. Inga underarter finns listade i Catalogue of Life.